# تكون المعيدة
تكوُّن المُعَيدَة أو تكوُّن الجسْترولَة أو الطبقة الجنينية
```
(
بالإنجليزية
: 
Gastrulation
)‏
 هي مرحلةٌ أولية في 
التطور الجنيني
 لمعظم 
الحيوانات
، حيثُ يحدث فيها إعادة ترتيبٍ 
للأريمة
 وحيدة الطبقة لتصبح هيكلًا مُتعدد الطبقات يُعرف باسم 
المُعيْدة
[
4
]
 
(
الاسم العلمي
: 
Gastrula
)
، حيثُ تتكون المُعيدة من طبقة خارجية من خلايا الأديم الخارجي، وطبقة داخلية، من خلايا الأديم الباطن. مع طبقة من الأديم المتوسط، بينها في مرحلة لاحقة. وتجويف المعيدة، أو المعدة البدائية، تتصل مع الخارج في النهاية الخلفية بواسطة مَسَمّ 
الأريمة
.
[
5
]
```